# Gustavia verticillata
Gustavia verticillata é uma espécie de lenhosa da família Lecythidaceae.
Pode ser encontrada nos seguintes países: Colômbia e Panamá.